# Per Brahe den yngre
Per Brahe den yngre (Abrahamsson), född 18 februari 1602 på Rydboholms slott, Rydbo, Östra Ryds socken, Uppland, död 12 september 1680 på Bogesunds slott i Uppland, var en svensk greve till Visingsborg, överste och riksdrots från 1640 till sin död. Han var Sveriges största jordägare. Han var son till Abraham Pedersson Brahe (därmed sonson till Per Brahe d ä) och Elsa Gyllenstierna.
Han var före detta generalguvernör över Finland. Han arbetade för utvecklingen i Finland, bland annat genom att bidra till grundandet av Kungliga Akademien i Åbo och av flera städer. I Kungliga Akademien i Åbo blev han själv förste kanslern 1646. Brahe ordnade med skolor, Viborg fick ett gymnasium. Per Brahe d.y. gjorde en stor insats. Han grundade staden Gränna i sitt grevskap och byggde Brahehus. Han grundade städerna Kajana, Kristinestad och Brahestad (efter sig själv). På egen bekostnad förbättrade han Kajaneborgs fästning. 

## Biografi

Porträtt av Per Brahe den yngre av okänd konstnär. Höftbild fas höger, kyller med spetskrage och axelgehäng. Skoklosters slott.

Brahe ägnade sig 1618–25 åt studieresor i utlandet varefter han 1626 blev kammarherre hos Gustav II Adolf. Vid universitetet i Giessen 1618-21 tog han även lektioner i fäktning, dans och lutspel. Lut- och visboken påbörjad 1620 är ett minne från den tiden. Under åren 1626–28 deltog han i fälttågen i Preussen i kungens omedelbara närhet. Brahe utnämndes 1628 till överste och fick befälet över Smålands ryttare. Året därpå blev han lantmarskalk vid riksdagen och utskottsmötet 1630. Samma år blev han riksråd, innan han på nytt följde kungens fälttåg till Tyskland. Han var med vid Würzburgs erövring, men sändes därefter hem för att inta sin plats i rådet. Under trettioåriga kriget erövrades Würzburg år 1631 av svenska trupper under Gustav II Adolf. Brahe blev 1632 bisittare i Svea hovrätt och ärvde året därpå grevskapet Visingsborg, med sina 747 mantal, efter sin farbror Magnus Brahe. Brahe var 1633–34 även Axel Oxenstiernas biträde och ställföreträdare i Tyskland, men sändes 1635 till Preussen som chef för den svenska beskickning, som skulle förhandla om fred med Polen. Överenskommelsen i Stuhmsdorf 1635, som kostade Sverige de preussiska hamnarna mot ett stillestånd på 26 år, mottogs i Sverige väl men ogillades skarpt av Axel Oxenstierna, vilket ökade en redan befintlig missämja mellan de båda. Möjligen hade den uppstått efter att Gabriel Gustafsson Oxenstierna undanträngt Brahe från det av honom eftersökta riksdrotsämbetet. Efter Axel Oxenstiernas hemkomst 1636 till Stockholm tillspetsades situationen ytterligare, och löstes genom Brahes utnämning till generalguvernör över Finland.

### "Grevens tid" i Finland
År 1637 utnämndes han till generalguvernör över Finland, och 1641 till riksdrots. Som guvernör över Finland bidrog han till bland annat grundandet av städerna Tavastehus och Nyslott (1639), Brahestad, Kristinestad, Kristina och Villmanstrand (1640), Kajana (1651) och Brahea i norra Karelen och Veckelax Nystad (1653). Han medverkade också till Helsingfors flyttning till en plats närmare havet. Under hans tid där upprättades ett nytt postverk i Finland. År 1640 medverkande han till grundandet av Kungliga Akademien i Åbo (som efter Åbo brand flyttades till Helsingfors 1828 och nu verkar som Helsingfors universitet). 3 februari 1641 grundade också Brahe Finlands första trivialskola i den lilla staden Nykarleby, men skolan flyttades 1684 till Vasa. Under sin tjänstetid i Finland förlänades han det s.k. Brahelinna län i Savolax och friherrskapet Kajana. Uttrycket "I grevens tid" anses syfta på hans guvernörsperiod.

### Försvaret av södra Sverige

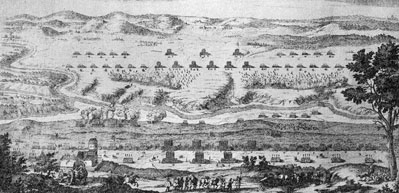
Slaget vid Genevadsbro.

Efter den danska krigsförklaringen i juni 1657 som inledde Karl X Gustavs första danska krig organiserade Per Brahe försvaret av Småland och Halland mot Christian Ulrik Gyldenlöwes danska här i Skåne. Efter att ha samlat och övat en svensk här i Markaryd i södra Sverige ledde Brahe svenskarna in i Skåne och besegrade bland annat en kår snapphanar vid Båstad och anföll Ängelholm. Efter slaget vid Ängelholm mot styrkor ledda av Axel Urup utan avgörande drog sig Brahe och hären tillbaka till Halmstad. Där anslöt förstärkningar och svenskarna marscherade åter söderut för att undsätta Laholm. Danskarna under Gyldenlöwe besegrades vid slaget vid Genevadsbro och utrymde Halland. Brahe överlämnade därefter befälet till Gustaf Otto Stenbock som ledde den svenska huvudarmén i södra Sverige och i Skåne för resten av kriget under hösten och vintern fram till krigsslutet vid freden i Roskilde.

### Visingsborg och Brahehus
I grevskapet Visingsborg lät greven bygga ut Visingsborgs slott. Han uppförde också Brahehus och byggde om Västanå slott. Tillsammans bildade de tre slotten en slottstriangel, mitt i denna anlade han år 1652 staden Brahe-Grenna. På Visingsborg höll greven en liten armé omfattande omkring 200 man bestående av bönder och ryttare. Signalgivare i strid för fotfolket var pipare och trummare, för rytteriet trumpetare och pukslagare. Greven hade vid sitt hov även en kammarmusikensemble.I Röttle söder om Gränna anlades en rad småindustrier som bland annat framställde vapen och annat till den lilla armén. Här fanns också ett pappersbruk. På Visingsö inrättade Per Brahe ett tryckeri som förestods av Johann Kankel, och på Visingsborgs slott fanns ett imponerande bibliotek. Redan år 1636 hade han också, trots kyrkligt motstånd, grundat Braheskolan på ön. Ute på en klippa vid sjön Noen, i Jönköpings län, anlade Per Brahe d y jaktslottet Brahälla.

### Bogesund

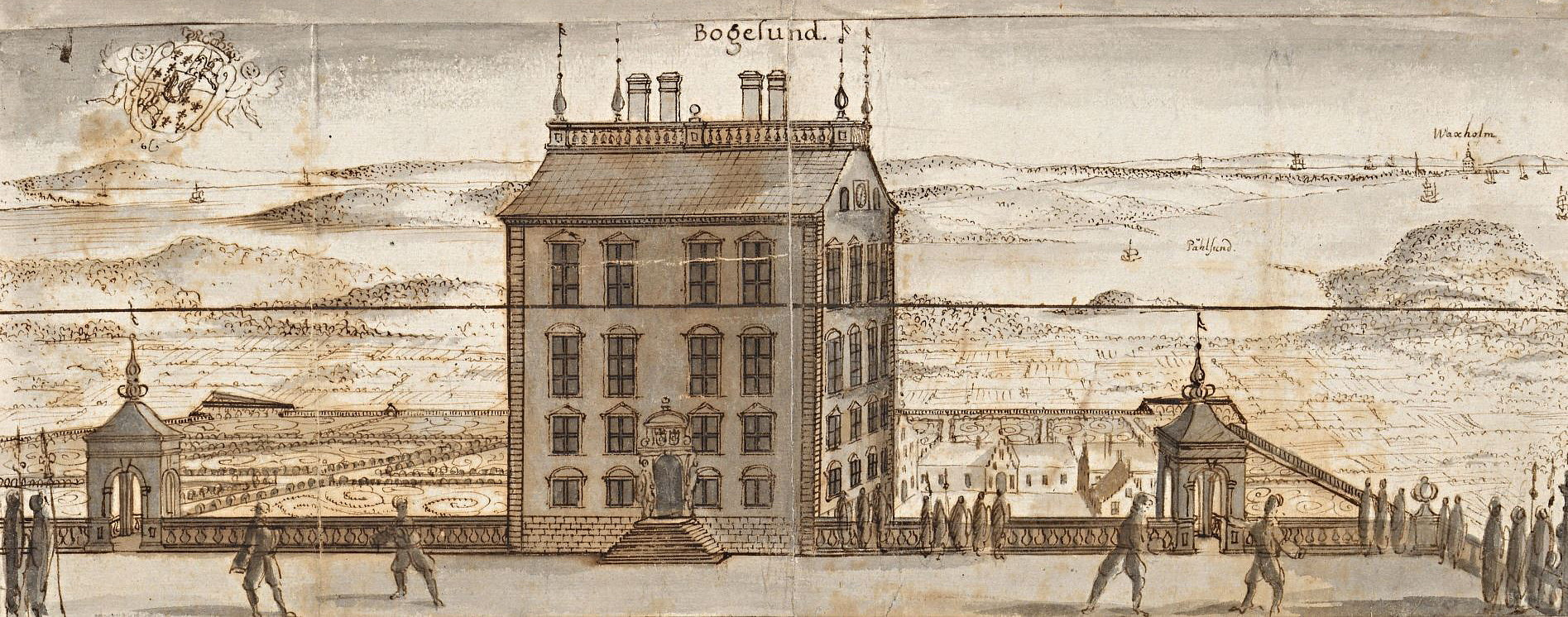
Bogesunds slott från Suecia antiqua et hodierna enligt Erik Dahlbergh, 1670.

Nästan samtidigt med Brahehus lät Per Brahe den yngre uppföra Bogesunds slott i Östra Ryds socken nära Vaxholm i nuvarande Stockholms län. Förutom ätten Brahe har Bogesund ägts av medlemmar av ätten Hamilton, von Rosen och von Lantingshausen von Höpken. Sitt nuvarande utseende som ett riddarslott med torn och gotiska fönster fick huset på 1860-talet efter ritningar av arkitekterna Fredrik Wilhelm Scholander och Thor Medelplan.
Bogesund stod obebodd sedan 1906 och tvångsinlöstes 1946 av svenska staten genom en särskilt tillkommen lag "Lex Bogesund". Sedan 1993 förvaltar Statens fastighetsverk Bogesunds slott och 1996 påbörjades ett omfattande in- och utvändigt restaurerings- och konserveringsarbete. Slottet återinvigdes 11 augusti 2012 av prinsessan Christina och hennes make generalkonsul Tord Magnuson. Byggnaden står i begränsad omfattning öppet för allmänheten under sommarhalvåret i samband med visningar.

### Familj

Porträtt på frun Kristina Katarina Stenbock.

Porträtt på andra frun Beata De la Gardie.

Per Brahe var från 1628 gift med  Christina Catharina Stenbock, född 1608 på Drottningholms kungsgård. Hon avled 14 juni 1650 på Åbo slott och gravsattes i Brahekyrkan på Visingsö 1651. Kristina kommun i Finland har fått sitt namn efter henne. Även staden Kristinestad som Per Brahe grundade år 1649 fick sitt namn år 1651 efter den nyligen avlidna hustrun Christina Catharina Stenbock.
Barn:
1. Elsa Beata Brahe (1629–1653), gift 1649 med hertig Adolf Johan av Pfalz-Zweibrücken (1629–1689)
2. Magdalena Hedvig Brahe (1631–1634)
3. Abraham Joakim Brahe (1634–1634)
4. Fredrik Brahe (1636–1637)

Efter första hustruns död gifte Per Brahe d.y. om sig 1653 med Beata De la Gardie (1612–1680), änka efter Lennart Torstensson och dotter till Johan Pontusson De la Gardie och Catharina Christersdotter Oxenstierna af Eka och Lindö. För dem båda var det andra äktenskapet. Vigseln ägde rum den 31 juli 1653 på Bogesunds slott i Vaxholm utanför Stockholm. Per Brahe den yngre ärvde 1630 Bogesund av sin far Abraham Pedersson Brahe och då var det ett större gods och kallades Gamla Bogesunds gård. På initiativ av Per Brahe den yngre uppfördes Bogesunds slott under 1640-talet.

### Död och eftermäle
Per Brahe avled 1680 på Bogesunds slott och blev gravsatt i Östra Ryds kyrka. Kort därefter beslöt Karl XI om en reduktion av kungliga förläningar, vilket innebar att grevskapet Visingsborg drogs in till Kronan.
Många gator är uppkallade efter Per Brahe d.y. Förutom Brahegatan i Gränna, vilket är Grännas huvudgata, finns gator och platser uppkallade efter honom i åtminstone Stockholm, Göteborg, Helsingfors, Åbo, Kuopio, Kajana, Villmanstrand, Brahestad, Jakobstad och Kristinestad.
Asteroiden 1680 Per Brahe är uppkallad efter honom.

## Självbiografi
Per Brahes så kallade tänkebok är ett av de tidigaste memoarverken på svenska språket. Brahe har här velat formulera sitt eget äreminne och skriva in sin släkt i Sveriges hävder. Tänkeboken är skriven i omgångar, bitvis i nära anslutning till de händelser som skildras. Trots sin tendens är den ett intressant tidsdokument från en man i central position i statsledningen. Det handskrivna originalet förvaras i biblioteket på Skokloster. En tryckt utgåva publicerades av David Krutmejer 1806.
Svea rikes drotset grefve Per Brahes Tänkebok, efter dess i Skoklosters bibliotek förvarade originala handskrift, genom hans excellens en af rikets herrar, herr grefve M. Brahes föranstaltande, utgifven af D. Krutmejer. Stockholm, tryckt hos Carl Delén, 1806.
- Svea rikes drotset grefve Per Brahes Tänkebok. Stockholm: D. Krutmejer. 1806. Libris 19351226. http://hdl.handle.net/2077/42224

## Gåvor
Brahe skänkte ett orgelverk från Polen med 6 stämmor till Brahekyrkan på Visingsö i Vättern. 1691 lånades orgeln ut till Slottskapellet, Jönköping. Denna så kallade Bjurumsorgel tillhör nu Västergötlands museum

## Per Brahe den yngre i konsten
Bronsstaty av greve Per Brahe den yngre (1602–1680), generalguvernör i Finland, av skulptören Walter Runeberg (1838–1920). Statyn föreställer Per Brahe den yngre vid invigningen av Kungliga Akademien i Åbo den 15 juli 1640 hållande fundationsbrevet i handen. Brahestatyn avtäcktes i Åbo den 29 maj 1888 i närvaro av en folksamling om ca 10 000 personer. På granitsockeln citeras Per Brahes ord: "Jach war med landett och landett med mig wääl tillfreds." Samma år restes en mindre replik av statyn på torget i 
Brahestad (finska:Raahe).

### Statyer

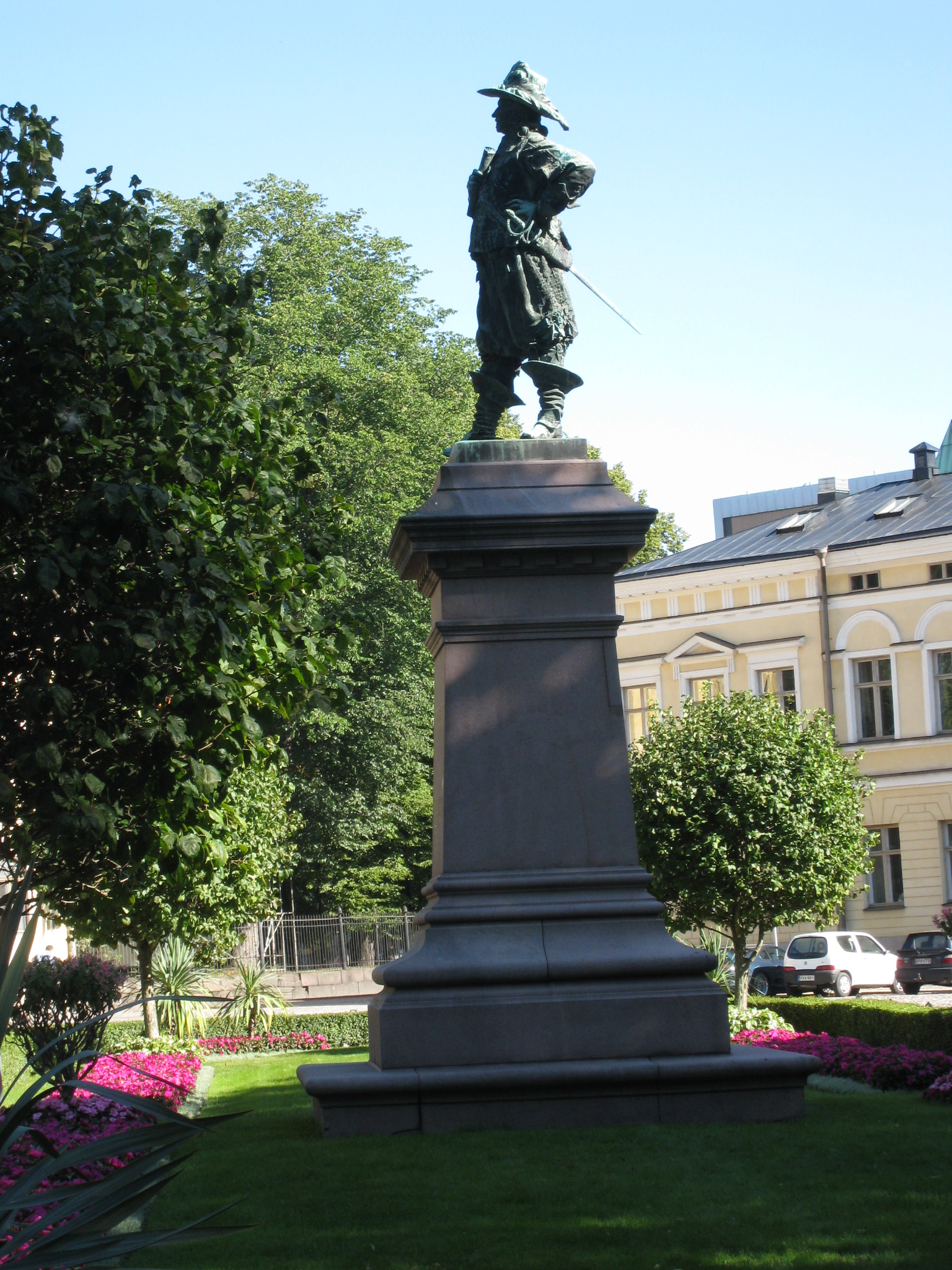
Bronsstaty av Per Brahe i Braheskvären i Åbo, nära Åbo domkyrka, restes 1888 och skulpterades av Walter Runeberg. Vy från sidan.
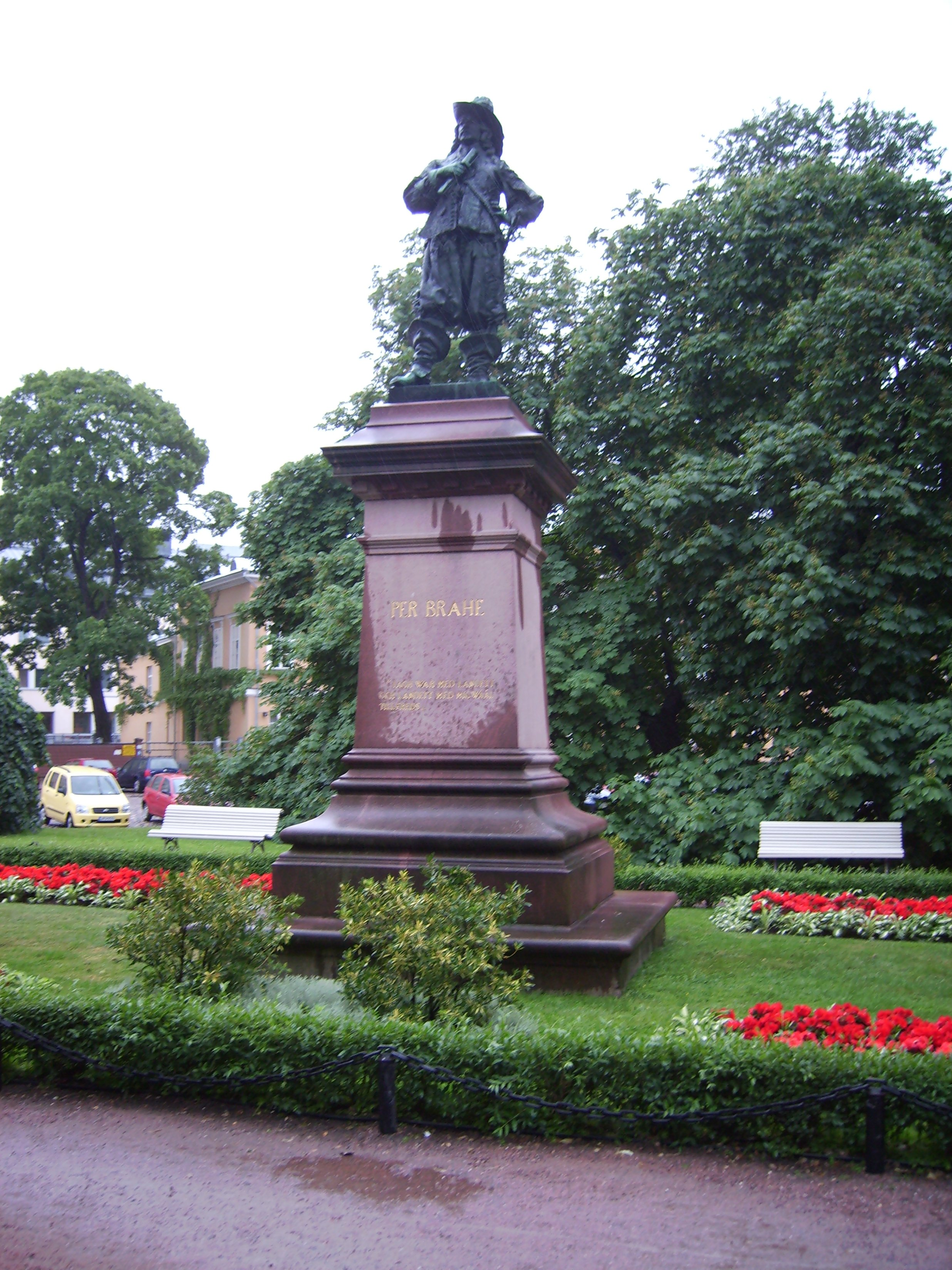
Statyn i Åbo, vy framifrån.
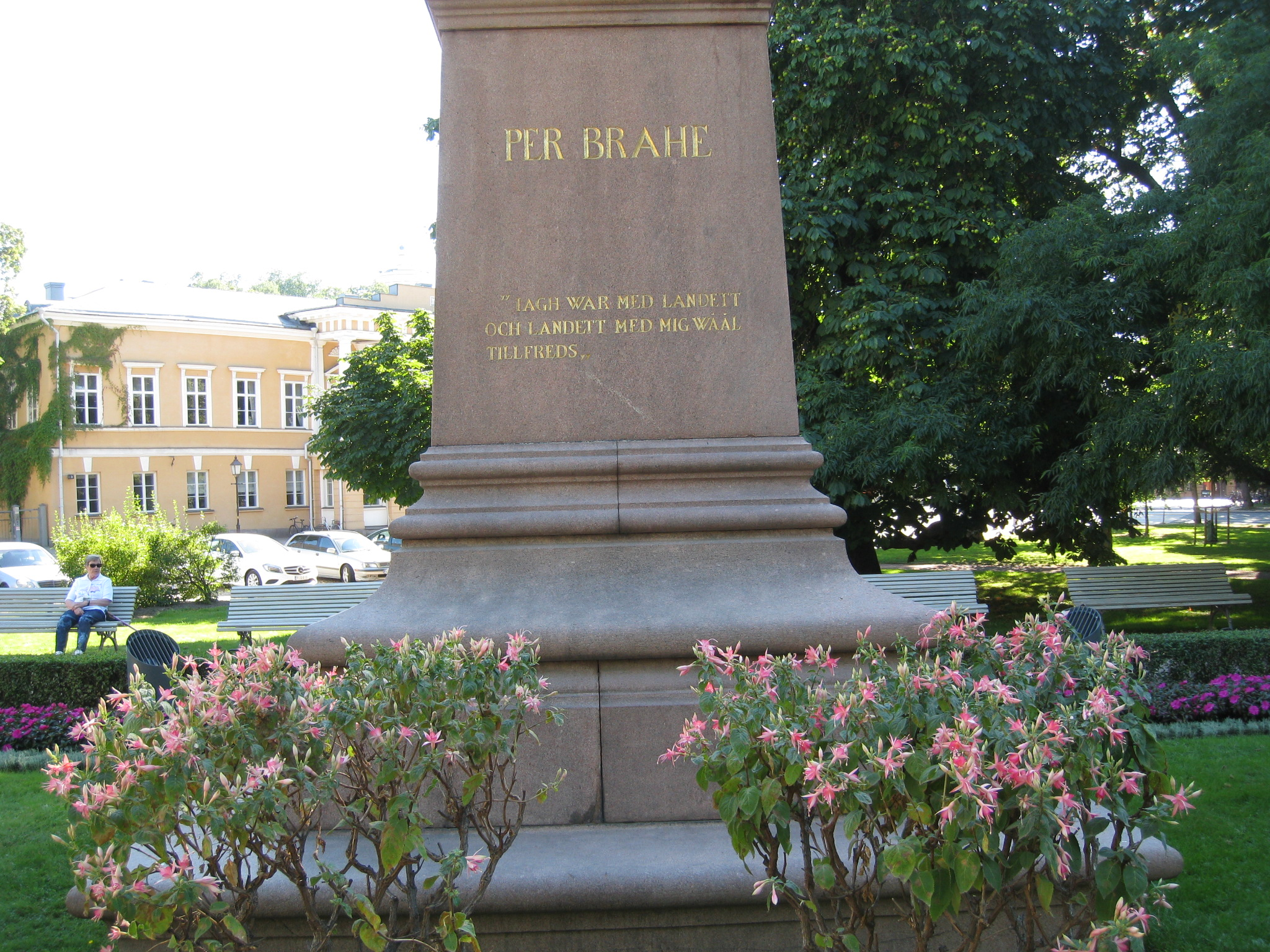
Granitsockel till statyn i Åbo.
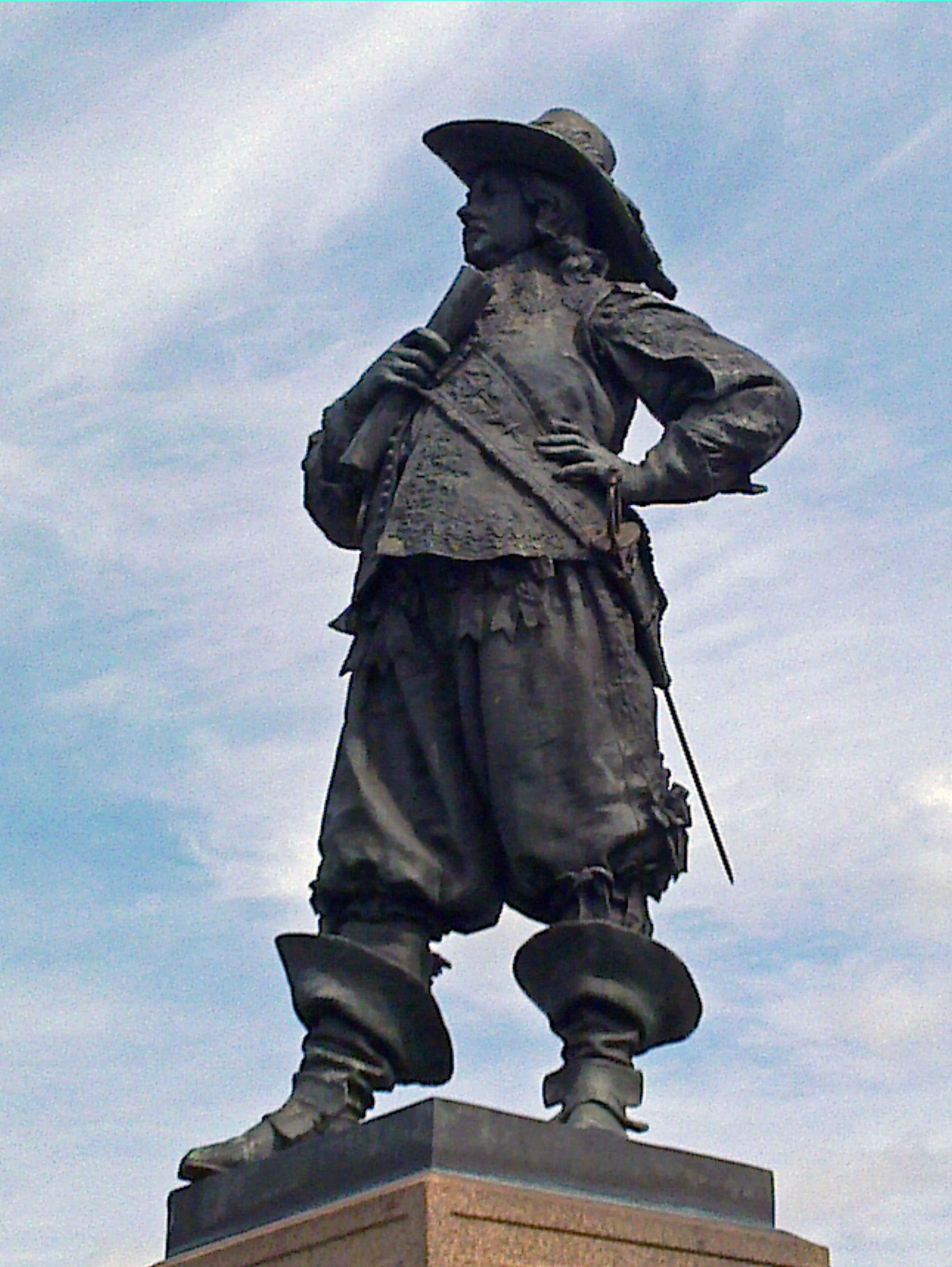
En replik av statyn av Per Brahe d. y. restes på torget i Brahestad 1888, samma år som statyn i Åbo.
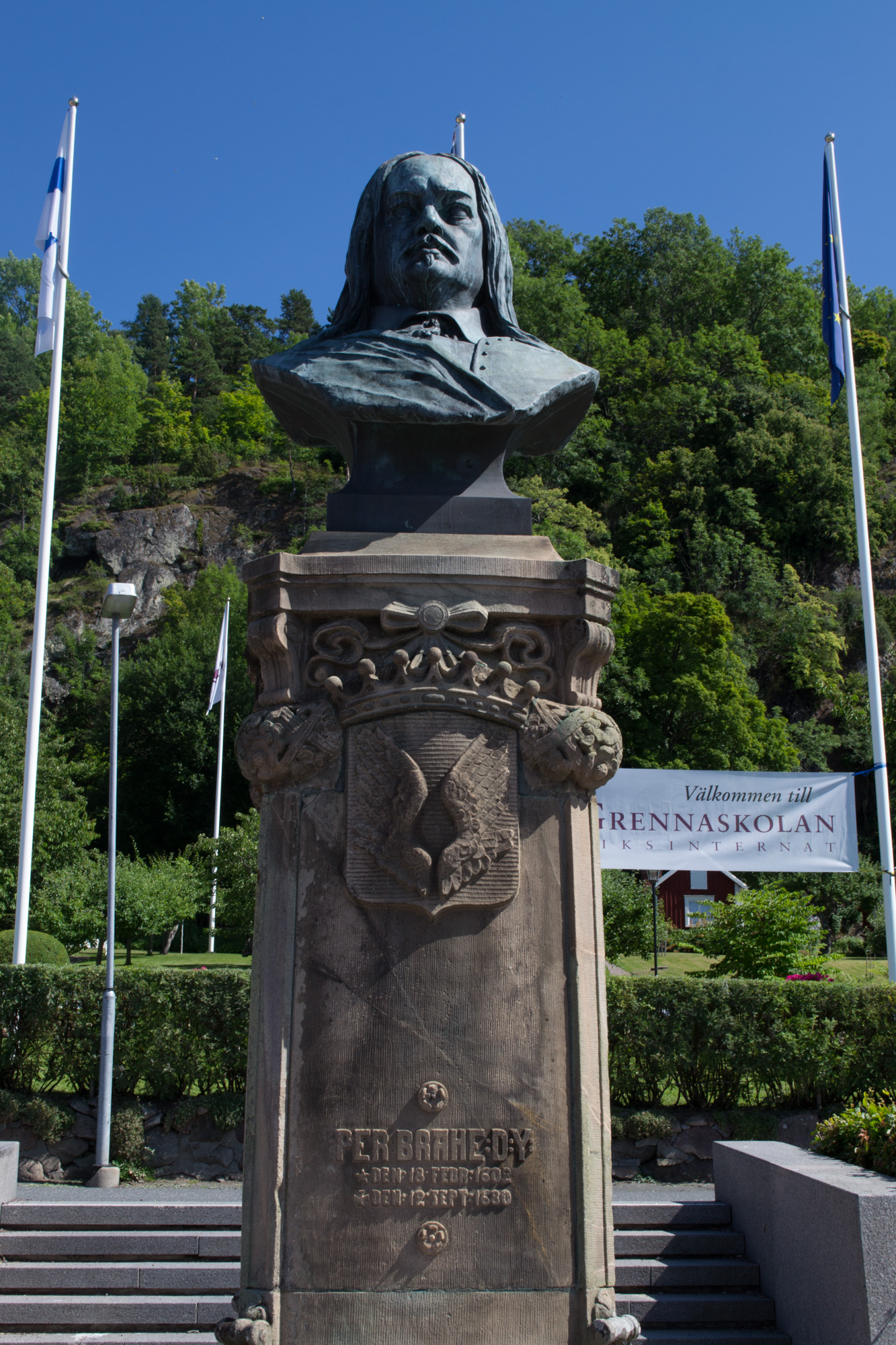
Byst i brons av Per Brahe vid Gränna torg i Gränna (1916) av den svenske skulptören Börje Börjeson.
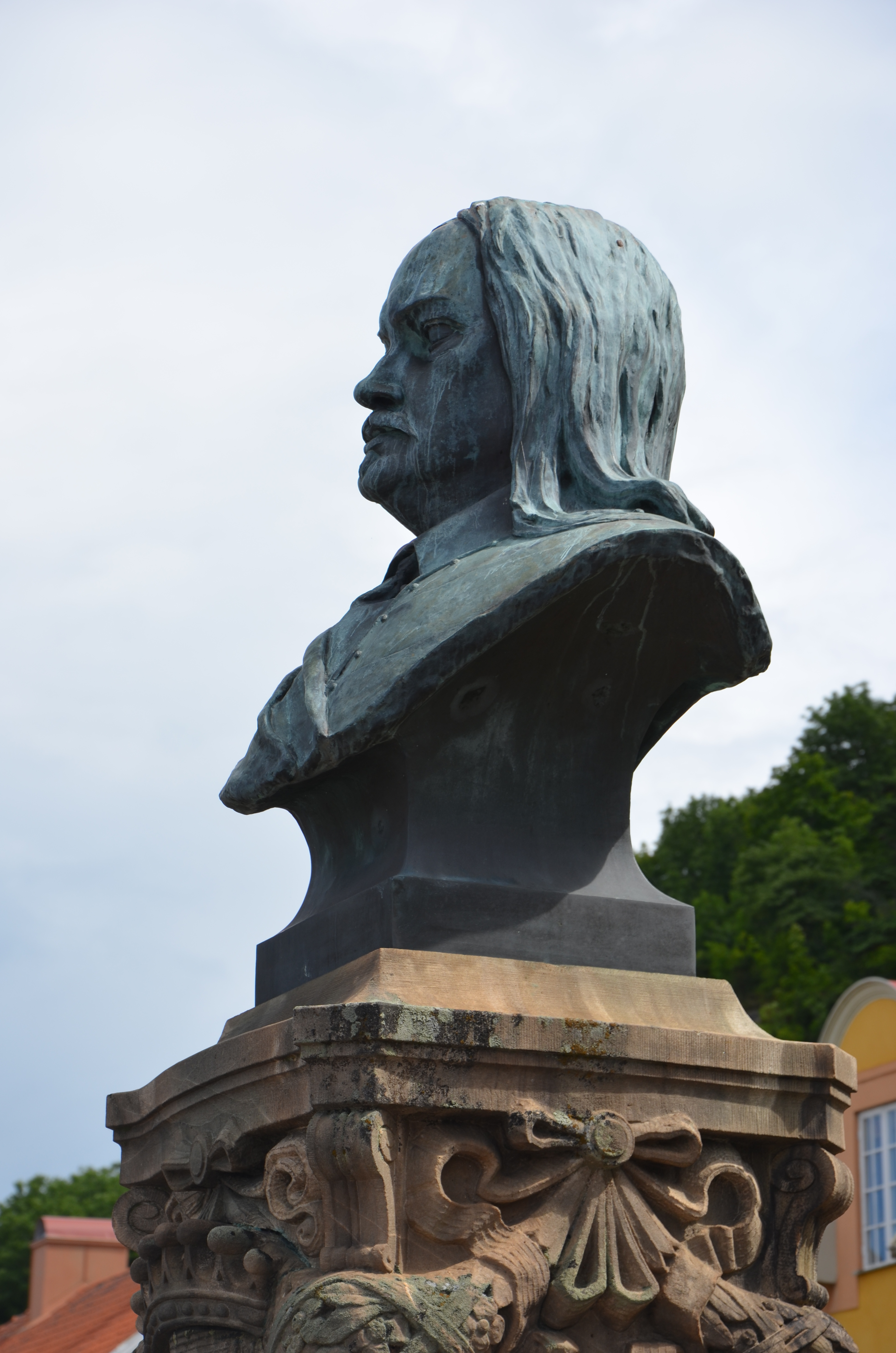
Närbild av bysten i Gränna.

### Porträtt

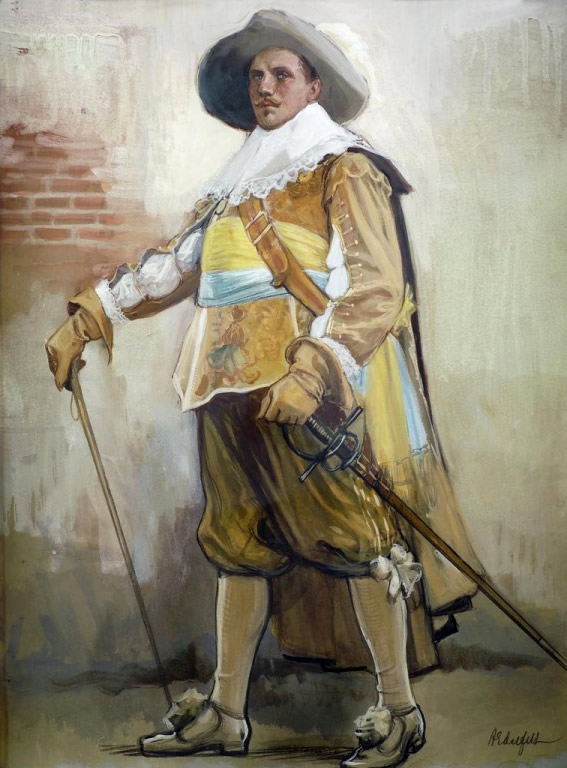
Per Brahe den yngre. Postum gouache av den finlandssvenske konstnären Albert Edelfelt (1854–1905).
Porträtt av Per Brahe den yngre i helfigur iförd riksrådsdräkt i form av en röd hermelinskantad talar samt hatt. Oljemålning av Johan Werner d.y. 1675. Skoklosters slott.
Porträtt av Per Brahe den yngre av okänd konstnär. Nationalmuseum, Gripsholmssamlingen.
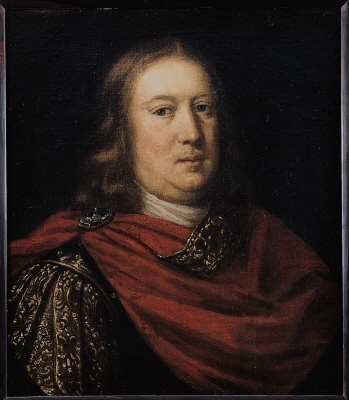
Porträtt av Per Brahe den yngre utfört av David Klöcker Ehrenstrahl. Hallwylska museet, Stockholm.
Porträtt av Per Brahe den yngre av okänd konstnär iklädd pälsbrämad, röd riksrådsmantel och spetskrås. Oljemålning på kontursågad furupannå från cirka 1700. Skoklosters slott.